# Madonna de Bruges
La Madonna de Bruges és una escultura de marbre realitzada entre 1501 i 1504 per Miquel Àngel i que es troba a l'església de Nostra Senyora a Bruges. Les seves mides són de 123 cm 
Realitzada immediatament després que la Pietat del Vaticà, per encàrrec d'uns mercaders flamencs, els Mouscrom, aquesta Mare de Déu amb Nen, presenta semblant moviment de les vestidures amb l'anterior Pietat, però aquí adquireix una solemnitat plàstica, degut a la seva verticalitat, semblant a una arquitectura. El rostre és ovalat de gran beleza clàssica, emmarcat per les ondulacions de la mantellina, sobre el cabell. Es troba com si fos en un moment de pensament profund mostrant-se amb una gran serenitat, mentre el Nen, dret, està recolzat entre les cames de la seva mare i s'agafa a la seva mà, donant, amb l'energia d'aquest gest, la sensació dinàmica que és ell, qui l'està sostenint.
Per una carta dirigida a Miquel Àngel de Giovanni Balducci del 14 d'agost de 1506, se l'informa del trasllat de l'escultura a Bruges per Giovanni i Alessandro Moscheroni, va ser col·locada en una capella de la catedral, on la va veure Dürer el 1521. A època de Napoleó va ser portada a França i tornada a Bruges el 1815. Va patir una altra sostracció semblant per part de les tropes alemanyes durant la Segona Guerra Mundial; sent presa el 1944 i enviada a Alemanya en un camió de la Creu Roja. Va ser descoberta un any després amagada a una mina a Altaussee (Àustria); tornant a la seva ubicació original gràcies al Programa de Monuments, Art i Arxius Aliat. Aquesta peripècia apareix a la pel·lícula "The Monuments Men" (2014), protagonitzada per George Clooney.
|  |